# Villa Salatiga
Villa Salatiga is een villa in Nijmegen. Het gebouw heeft de status van rijksmonument.

## Geschiedenis
Villa Salatiga werd in 1910-1911 gebouwd in opdracht van H.J. Hüffer op de plaats van het voormalig fort Sterreschans. Hij vernoemde de villa naar een plaats op Java bij Semarang in Nederlands-Indië. De familie van de vrouw van Hüffer had hier een fortuin verdiend met plantages. Zowel aan de binnen als buitenkant combineerde architect Oscar Leeuw elementen uit de art deco, barok en renaissance. In de tuin bevindt zich een theekoepel uit 1911 en verwarmde plantenkas, de eerste van Nederland. Vanuit de theekoepel is er een prachtig zicht op het lager gelegen stroomgebied van de Waal en op de Ooijpolder.
Later betrok de familie Jurgens de villa die het naliet aan de kerk welke er in 1944 een klooster voor de Broeders van de Onbevlekte Ontvangenis van Maria uit Maastricht vestigde. In de jaren 1950-1951 breidde architect Alphons Boosten het gebouw aan de oostzijde uit met kamers voor de broeders. Tijdens de bouwwerkzaamheden werden zware Romeinse muurresten gevonden. Het fort bleek gebouwd te zijn op de resten van het kamp van het Tiende Legioen. In 1952 werd het huis en het nieuwe kloostergebouw met de kapel met een plechtigheid in gebruik genomen door de Broeders. De broeders hebben in 2010 de gebouwen verlaten.
Tegenwoordig vinden in de villa dagbestedingsprojecten plaats voor mensen met een psychiatrische achtergrond.

## Afbeeldingen

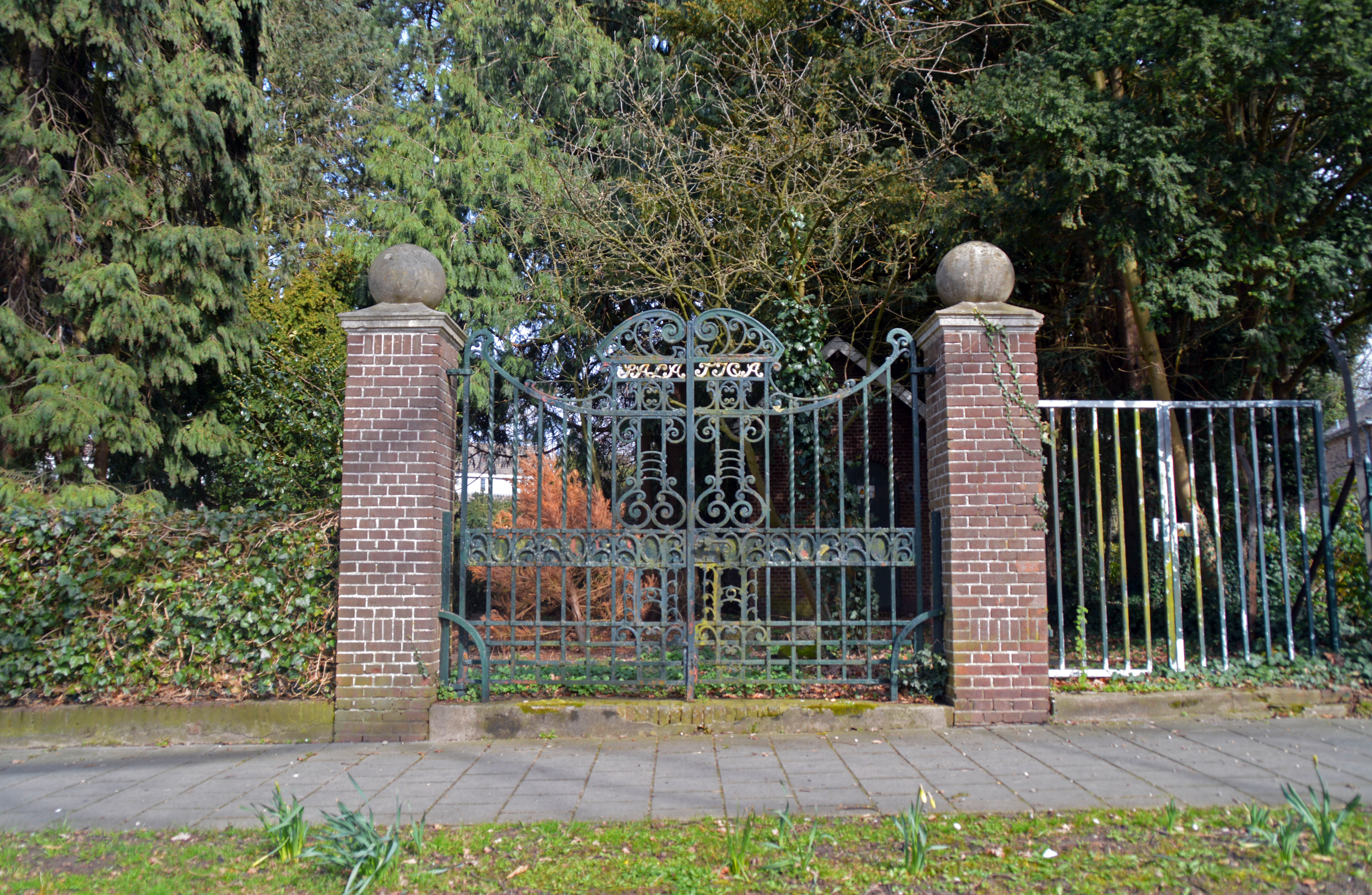
Hekwerk met naam
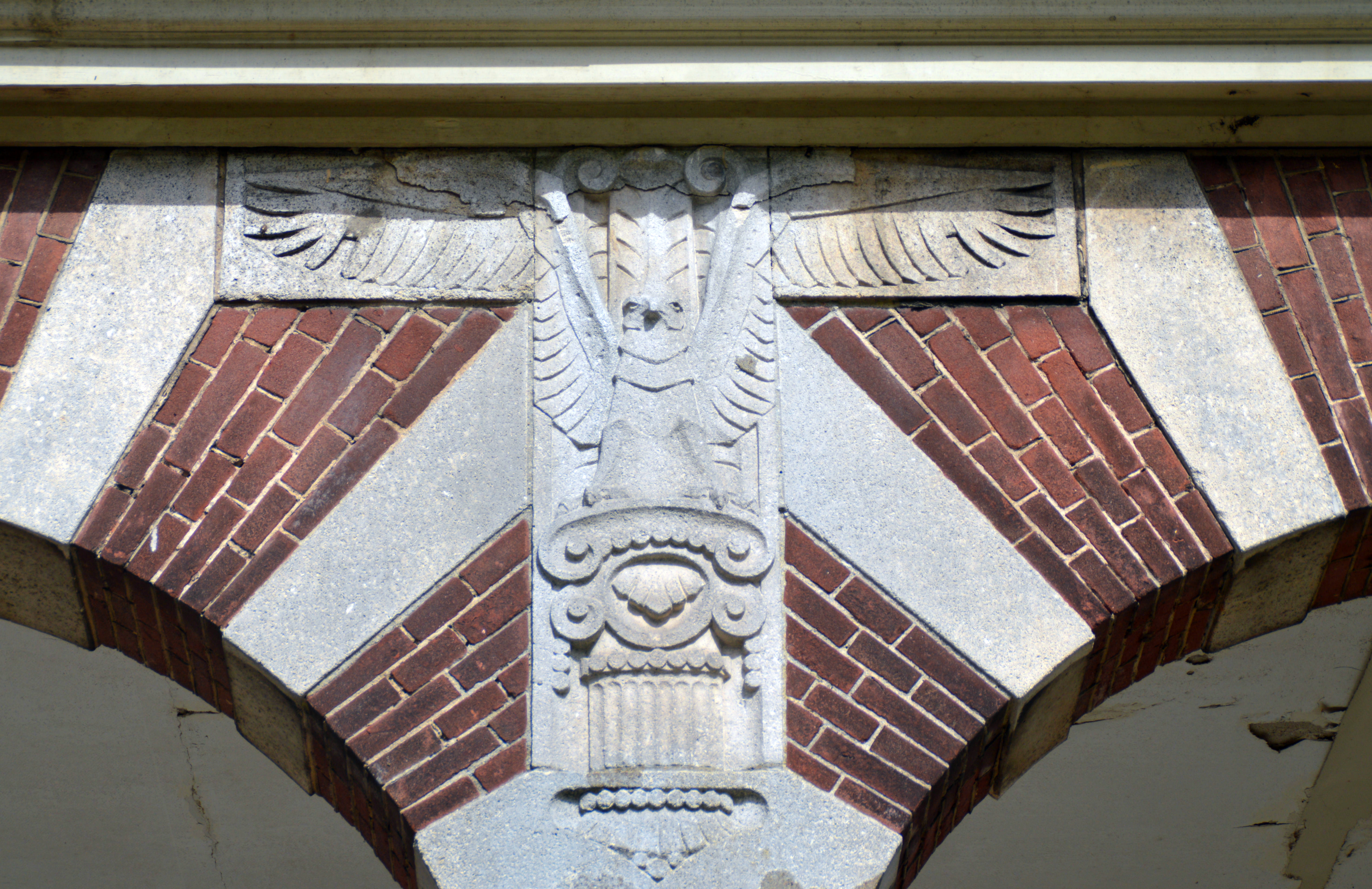
Gestileerde adelaars in natuursteen
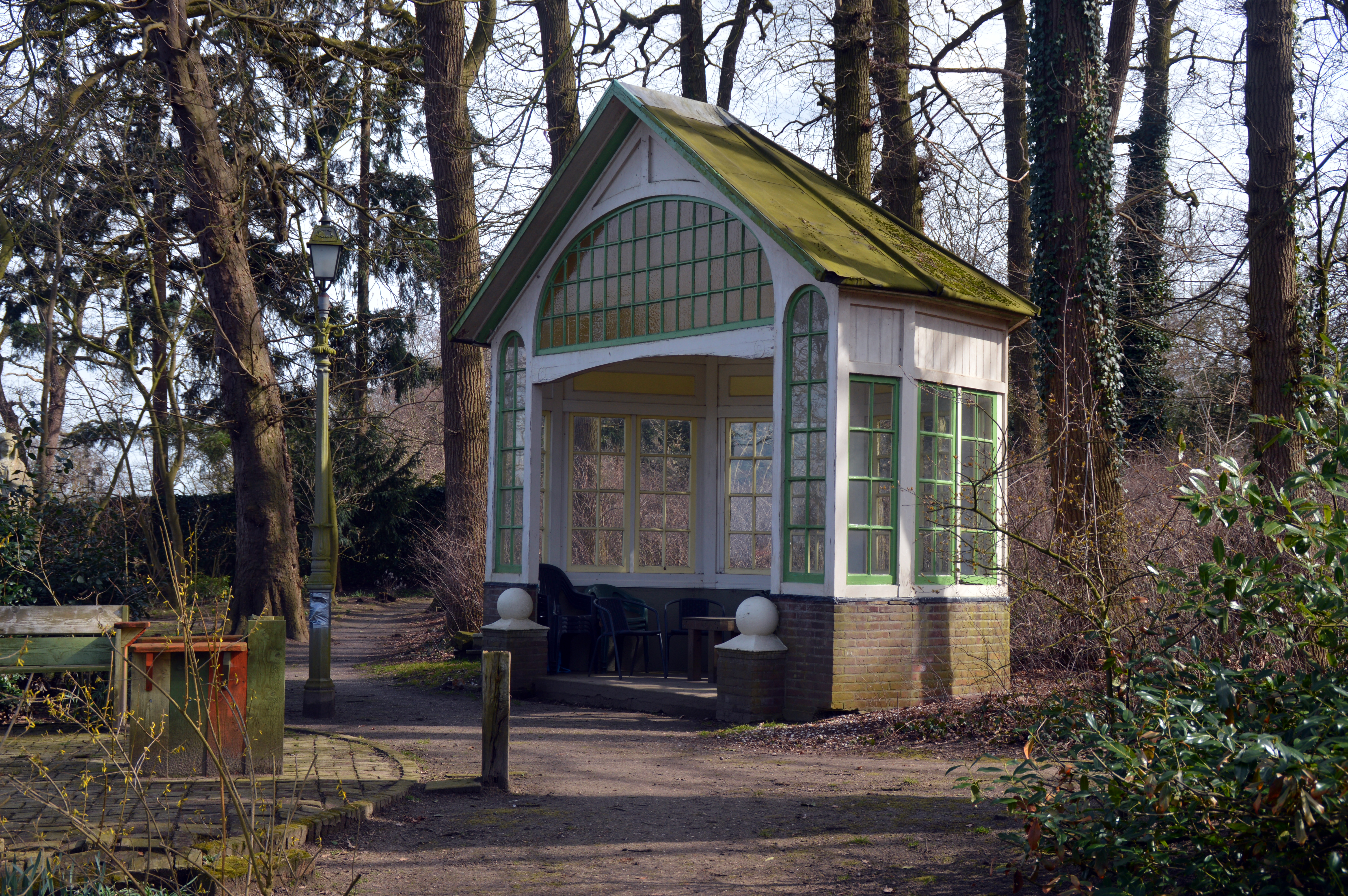
Theekoepel
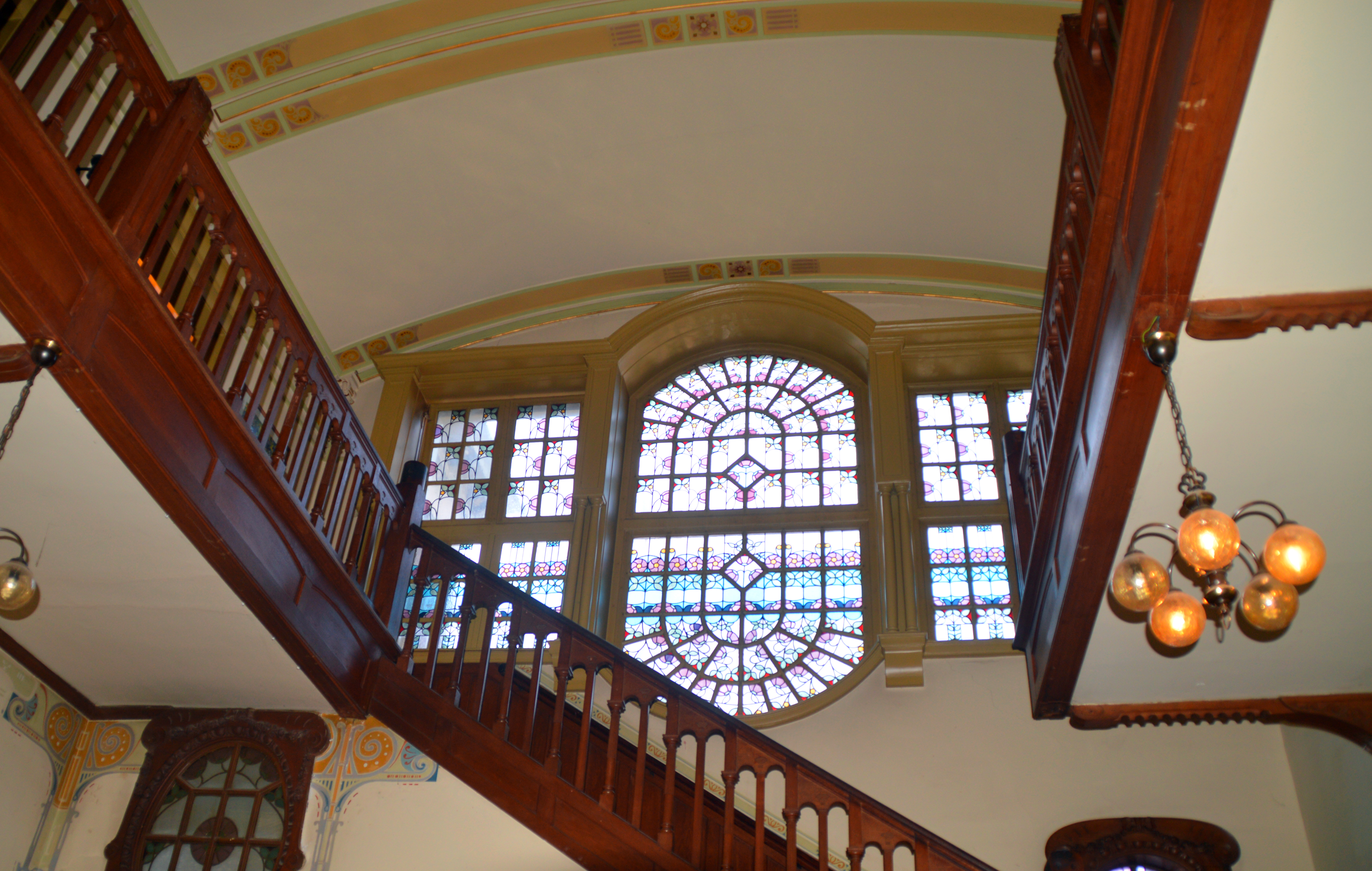
Glas en lood